# Helena Trommsdorff
Helena Trommsdorff, auch Helene Trommsdorff, (vor 1896 in Dresden – nach 1928) war eine deutsche Theaterschauspielerin.

## Leben
Trommsdorff debütierte 1896 in Zittau, wo sie ihr erstes Engagement hatte, wirkte 1898 in Lübeck sowie 1899 und 1900 am Hoftheater Dresden. Von 1900 bis 1903 gehörte sie dem Verband des Stadttheaters Riga an (Antrittsrolle: „Rita“ in Talismann).
Dort vertrat sie das Fach der naiven Liebhaberinnen, sprach klar und verständig und erwies sich namentlich im modernen Stück als wirkungsvolle Darstellerin, die sich bemühte, in die innersten Intentionen der Dichter, deren Gestalten sie zu verkörpern hatte, einzudringen.
Als nennenswerte Leistungen wären zu bezeichnen: „Cyprienne“, „Gisa Holm“ (Flachsmann), „Maja“ (Wenn wir Toten erwachen), „Haubenlerche“, „Frau Königin“, „Leontine“ in Leontinens Ehemänner etc.
Von 1905 bis 1917 war Trommsdorff in Chemnitz und danach am Deutschen Theater in Brüssel beschäftigt. Von 1919 bis 1923 wirkte sie im Raum Bochum-Duisburg. Nach 1928 verliert sich ihre Spur.